# يان ميريل
يان ميريل (بالإنجليزية: Jan Merrill)‏ هي منافسة ألعاب القوى أمريكية، ولدت في 18 يونيو 1956 في نيو لندن في الولايات المتحدة.

## وصلات خارجية
- يان ميريل على موقع الاتحاد الدولي لألعاب القوى (الإنجليزية)
- يان ميريل على موقع اللجنة الأولمبية الدولية (الإنجليزية)
- يان ميريل على موقع أوليمبيديا (الإنجليزية)